# パク・ジュンヒョン
パク・ジュンヒョン （朝: 박준형、漢: 朴俊炯、英: Joon Park、1969年7月20日 - ）は、 おもに韓国もしくはアメリカで活動する韓国系アメリカ人の歌手兼俳優である。音楽グループgodのリーダー、リードラッパー。SidusHQ所属。身長180cm。既婚。一女の父。

## 人物
- デニー・アンは従兄弟[1]。
- 1999年1月にgod 1集「Chapter One」でデビュー。
- 2006年のgod活動休止以降は米国に戻り、主にハリウッドで俳優としての活動をしていた。
- 2014年以降、韓国内でgodのリーダー、リードラッパーとして活動するとともに、テレビ放送でタレントとしても活動している。
- 2015年一般人女性と結婚。

## ディスコグラフィ

### 参加アルバム
- Exposed(ココ・リー):「No Doubt」「Gotta Clue」「Cool」2005年
- T-Virus(キム・テウ)：「記憶と思い出（feat ジュンヒョン、ホヨン、デニー）」 2009年9月3日発売

## 出演

### 映画(米国)
- 2008年　スピード・レーサー(ヤクザドライバー役)
- 2009年　DRAGONBALL EVOLUTION (ヤムチャ役)
- 2013年　The Case of the Midnight Murderer

### テレビ(米国)
- 2001年　Changi: Season 1, Episode 6「Pacifying the Angels」
- 2009年　Dark Blue: Season1, Episode 4「K-town」
- 2012年　JustKiddingFilms: Season 6, Episode 14「Korean Teacher in America」

### テレビ(韓国)
- 1998年 SBS 「順風産婦人科」
- 2000年 MBC 「godの育児日記」
- 2001年 MBC 「ニューノンストップ」
- 2001年 MBC 「特集 godの育児日記」
- 2014年 MBC 「無限挑戦」
- 2014年 MBC 「運命のように君を愛する(ドラマ、カメオ出演)」
- 2014年 KBS 「ユ・ヒヨルのスケッチブック　god特集」
- 2014年 tvN 「今日から出勤」
- 2014年 SBS 「ルームメイト　シーズン2」
- 2015年 MBC 「アニマルズ」
- 2015年 XTM　「鶏打サーフィン」
- 2015年 K-star「Theフレンズ　チェンマイ編」(デニー・アン、大谷亮平共演)
- 2015年 SBS 「ジャングルの法則　サモア編」